# 3423 Slouka
3423 Slouka è un asteroide della fascia principale. Scoperto nel 1981, presenta un'orbita caratterizzata da un semiasse maggiore pari a 3,0513128 UA e da un'eccentricità di 0,1069052, inclinata di 0,42649° rispetto all'eclittica.
L'asteroide è dedicato all'astronomo ceco Hubert Slouka.